# Richford (Vermont)
Richford – miasto w Stanach Zjednoczonych, w stanie Vermont, w hrabstwie Franklin.